# Barwick in Elmet Castle
Barwick in Elmet Castle är ett slott i Storbritannien.   Det ligger i distriktet Leeds i grevskapet West Yorkshire i riksdelen England, i den centrala delen av landet, 270 km norr om huvudstaden London. Barwick in Elmet Castle ligger 82 meter över havet.
Terrängen runt Barwick in Elmet Castle är platt. Runt Barwick in Elmet Castle är det mycket tätbefolkat, med 1 095 invånare per kvadratkilometer. Närmaste större samhälle är Leeds, 10,7 km väster om Barwick in Elmet Castle. Trakten runt Barwick in Elmet Castle består till största delen av jordbruksmark.